# Zlata Òhnievitx
Zlata Leonídivna Òhnievitx (12 de gener de 1986) és un cantant i política ucraïnesa que forma part de la Rada Suprema (Parlament d'Ucraïna). Va representar Ucraïna en el Festival de la Cançó d'Eurovisió 2013 de Malmö amb la cançó Gravity. Ja havia intentat representar el seu país a Eurovisió el 2010 i el 2011.